# Austrobaileya scandens
Famille
Genre
Espèce
Classification APG III (2009)
Austrobaileya scandens est une espèce de plantes à fleurs archaïques. C'est l'unique espèce actuellement reconnue du genre Austrobaileya, seul genre de la famille des Austrobaileyaceae.

## Étymologie
Le nom de la famille, Austrobaileyaceae, vient du genre Austrobaileya, lui-même donné en 1933 par Cyril White en hommage à une lignée de botanistes australiens, membres de sa famille : John Bailey (1800-1867), son arrière grand-père, Frederick Manson Bailey (1827-1915), son  grand-père et John Frederick Bailey (1866-1938) son oncle. Par ailleurs, le genre Baileya avait déjà été attribué depuis 1848 à une plante de la famille des Astéracées en référence au botaniste américain Jacob Whitman Bailey (en).

## Description et répartition
Ce sont des lianes à feuilles persistantes endémiques de la forêt humide du Queensland en Australie.

## Classification
La classification phylogénétique place cette espèce, ce genre et cette famille parmi les familles d'angiospermes primitives de divergence ancienne.

## Synonyme àAustrobaileya scandens
- Austrobaileya maculata C.T.White

### Austrobaileyaceae
- (en) World Checklist of Selected Plant Families (WCSP) : Austrobaileyaceae
- (en) Angiosperm Phylogeny Website : Austrobaileyaceae  (+ liste genres chez Kew Gardens)
- (en) DELTA Angio : Austrobaileyaceae  (Croiz.) Croiz.
- (en) Paleobiology Database : Austrobaileyaceae  Croizat
- (fr + en) ITIS : Austrobaileyaceae  (Croizat) Croizat
- (en) NCBI : Austrobaileyaceae (taxons inclus)
- (en) GRIN : famille Austrobaileyaceae  Croizat  (+liste des genres contenant des synonymes)

### Austrobaileya
- (en) NCBI : Austrobaileya (taxons inclus)
- (en) GRIN : genre Austrobaileya  C. T. White  (+liste d'espèces contenant des synonymes)

### Austrobaileya scandens
- (en) NCBI : Austrobaileya scandens (taxons inclus)
- (en) GRIN : espèce Austrobaileya scandens  C. T. White